# Chris Moorman
Christopher „Chris“ Moorman (* 12. Juli 1985 in Basildon) ist ein professioneller britischer Pokerspieler und Autor aus England.
Moorman ist vorrangig für seine Online-Turniererfolge bekannt und stand insgesamt 24 Wochen an der Spitze der Onlinepoker-Weltrangliste. Er hat sich mit Turnierpoker live über 6,5 Millionen US-Dollar und online mehr als 23 Millionen US-Dollar erspielt, womit er einer der erfolgreichsten Spieler nach Onlinepoker-Turnierpreisgeld ist. Der Brite gewann 2014 das Main Event der World Poker Tour und ist zweifacher Braceletgewinner der World Series of Poker. 2019 wurde er mit einem Global Poker Award ausgezeichnet und als einer der 50 besten Spieler der Pokergeschichte genannt.

## Persönliches
Moorman spielte ab seinem zwölften Lebensjahr das Kartenspiel Bridge und gewann darin nationale Meisterschaften. An der Universität spielte er Poolbillard und gewann als Kapitän der Hochschulmannschaft die National University Championship. Der Brite machte an der University of Essex in Colchester einen Abschluss in Wirtschaftswissenschaften. Er ist mit der Pokerspielerin Katie Lindsay verheiratet und lebt mit ihr in Brighton.

## Pokerkarriere

### Werdegang
Moorman spielt seit Juli 2006 Onlinepoker und ist auf allen gängigen Pokerplattformen unter den verschiedensten Nicknames zu finden. Seine ersten Geldplatzierungen bei Live-Turnieren erzielte er im Juni 2008 bei der World Series of Poker (WSOP) im Rio All-Suite Hotel and Casino am Las Vegas Strip, als er bei zwei Turnieren der Variante No Limit Hold’em Preisgelder von rund 7000 US-Dollar gewann. Ende August 2008 stand der Brite erstmals für eine Woche auf Platz eins des PokerStake-Rankings, das die erfolgreichsten Online-Turnierspieler der Welt listet. Insgesamt hatte er diese Position für 24 Wochen inne, zuletzt im April 2014. Im Januar 2011 belegte er beim Main Event der Aussie Millions Poker Championship den siebten Platz und erhielt ein Preisgeld von 175.000 Australischen Dollar. Bei der WSOP 2011 erreichte Moorman zwei Finaltische: Zunächst wurde er bei einem Six-Handed-Event Dritter für rund 270.000 US-Dollar, später belegte er bei der Six Handed Championship hinter Joe Ebanks den mit mehr als 700.000 US-Dollar dotierten zweiten Platz. Bei der World Series of Poker Europe, die im Oktober 2011 in Cannes ausgetragen wurde, erreichte Moorman im Main Event den Finaltisch und beendete das Turnier hinter Elio Fox auf dem zweiten Platz, was ihm sein bisher höchstes Preisgeld von 800.000 Euro einbrachte. Aufgrund dieser Leistungen belegte Moorman im Ranking des WSOP Player of the Year 2011 den dritten Platz. Anfang März 2014 gewann er das Main Event der World Poker Tour in Los Angeles mit einer Siegprämie von über einer Million US-Dollar. Ende Oktober 2014 veröffentlichte er das Buch Moorman’s Book of Poker: Improve your poker game with Moorman1, the most successful online poker tournament player in history, das 80 Handanalysen enthält. Von Juni 2016 bis August 2021 war der Brite unter dem Nickname 888Moorman Teil des Team888 und wurde somit von 888poker gesponsert. Mitte August 2016 belegte der Brite beim Main Event der Estrellas Poker Tour in Barcelona den dritten Platz und erhielt rund 240.000 Euro. Darüber hinaus spielte er von April bis November 2016 als Teil der London Royals in der Global Poker League und kam mit seinem Team bis in die Playoffs. Bei der WSOP 2017 gewann er ein Six-Handed-Turnier und damit sein erstes Bracelet sowie knapp 500.000 US-Dollar Siegprämie. Im Oktober desselben Jahres erschien mit Moorman: The Inside Story of the Most Successful Online Poker Player of All Time sein zweites Buch. Anfang April 2019 wurde Moorman bei den Global Poker Awards mit dem PokerStake Legacy Award ausgezeichnet. Im Rahmen der 50. Austragung der World Series of Poker wurde er im Juni 2019 als einer der 50 besten Spieler der Pokergeschichte genannt. Bei der World Series of Poker Online sicherte sich der Brite Ende Juli 2021 mit dem Gewinn der Turbo Deepstack Championship auf der Plattform WSOP.com sein zweites Bracelet sowie den Hauptpreis von über 100.000 US-Dollar.
Seine Gesamtgewinne aus Online-Pokerturnieren belaufen sich auf über 23 Millionen US-Dollar, womit er einer der erfolgreichsten Spieler nach Onlinepoker-Turnierpreisgeld ist. Den Großteil von knapp 8,5 Millionen US-Dollar erspielte er sich auf der Plattform PokerStars, auf der er den Nickname Moorman1 nutzt. Live erspielte er sich bislang über 6,5 Millionen US-Dollar, womit er zu den zehn erfolgreichsten britischen Pokerspielern zählt.

### Braceletübersicht
Moorman kam bei der WSOP 128-mal ins Geld und gewann zwei Bracelets:
| Jahr   | Buy-in (in $) | Turnier                                                        | Teilnehmer | Preisgeld (in $) |
| ------ | ------------- | -------------------------------------------------------------- | ---------- | ---------------- |
| 2017 O | 3000          | No-Limit Hold’em 6-Handed                                      | 959        | 498.682          |
| 2021 O | 0800          | WSOP.com – No Limit Hold’em 8-Max Turbo Deepstack Championship | 623        | 102.406          |

## Werke
- Buch Moorman’s Book of Poker: Improve your poker game with Moorman1, the most successful online poker tournament player in history – D&B Publishing, 2014, ISBN 978-1909457393.
- Buch Moorman: The Inside Story of the Most Successful Online Poker Player of All Time – D&B Publishing, 2017, ISBN 978-1909457652.